# Massariothea themedae
Massariothea themedae är en svampart som beskrevs av Syd. 1939. Massariothea themedae ingår i släktet Massariothea, divisionen sporsäcksvampar och riket svampar.   Inga underarter finns listade i Catalogue of Life.